# Yelirella
Yelirella is een geslacht van kreeftachtigen uit de klasse van de Ichthyostraca.

## Soort
- Yelirella petauri (Spratt, 2010)